# Strijkwinkel
Een strijkwinkel is de plaats waar men zijn wasgoed kan afgeven om het te laten strijken. Deze lokaties treft men anno 2024 aan in zowel België als Nederland. Lokaties met een stomerij bieden vaak ook deze dienst.
De strijkwinkels werden in Vlaanderen vooral populair sedert de invoering in 2005 van dienstencheques. Laaggeschoolden worden aan werk geholpen om de strijk te doen. Mensen met weinig tijd kunnen de strijk laten doen voor een schappelijke prijs en zonder zwartwerken.